# Cúp bóng đá Ukraina 2010–11
Cúp bóng đá Ukraina 2010–11 là mùa giải thứ 20 của giải đấu bóng đá loại trực tiếp hàng năm ở Ukraina, và là mùa giải thứ 3 với tên gọi DATAGROUP – Football Ukraine Cup.
Giải Cúp khởi tranh với hai vòng loại, trước khi vòng Một diễn ra với sự tham gia của các đội từ Giải vô địch quốc gia. Lễ bốc thăm cả hai vòng loại diễn ra vào ngày 14 tháng Bảy 2010. Vòng loại thứ nhất bao gồm các đội từ Druha Liha và đội vô địch Cúp nghiệp dư và chỉ có 5 trận đấu. Vòng loại thứ hai có sự tham gia của các đội từ Persha Liha. Các đội thắng ở vòng loại thứ hai, có 16 đội, sẽ tham gia vòng Một hoặc Vòng 32 đội nơi có sự góp mặt của các đội từ Giải vô địch quốc gia.
Tavriya Simferopol là đương kim vô địch và là một đội bóng thuộc Giải vô địch quốc gia tham dự từ Vòng 32 đội. Tavriya bị loại ở Vòng 32 đội bởi Dnipro Dnipropetrovsk với tỉ số 1–4. Đội vô địch mùa giải này được quyền tham gia vòng play-off của UEFA Europa League 2011–12.

## Thể thức thi đấu
Thể thức thi đấu ở vòng đấu chính mùa này lại thay đổi. Thông báo thể thức thi đấu được đưa ra trong lễ bốc thăm vòng 32 đội ở trụ sở của FFU. Tất cả các trận đấu chỉ có một trận, bao gồm hiệp phụ và sút luân lưu nên cần thiết xác định đội chiến thắng. Việc phát sóng lễ bốc thăm được chính thức thực hiện lần đầu tiên bởi một trong các nhà tài trợ của Giải bóng đá vô địch quốc gia Ukraina (Footballua).
Việc bốc thăm được che giấu. Tất cả các đội bóng được xếp hạng theo thứ hạng ngày 8 tháng 9 năm 2010 và liệt kê theo thứ tự đó để bốc thăm. Tất cả các cặp hạt giống được đánh số, ví dụ cặp đầu tiên đánh số 1 và số 2, cặp thứ hai đánh số 3 và số 4, cặp thứ ba - 5 và 6, và tiếp tục như vậy. Câu lạc bộ ở giải đấu thấp hơn khi bốc thăm với một đội xếp hạt giống cao hơn thì sẽ được lợi thế đá trên sân nhà. Tuy nhiên, trong trường hợp các đội ở trong cùng giải đấu, đội nhà sẽ được xác định bởi số lẻ khi được bốc thăm trước đó. Cựu cầu thủ Soviet Vadym Yevtushenko là "khách mời đặc biệt" thực hiện việc bốc thăm. Với mỗi đội được nêu tên từ danh sách xếp hạng, một quả bóng với một con số được bốc thăm trong thùng. Theo con số, đội được nêu tên sẽ xếp vào hạt giống cùng với con số tương ứng. Đội đầu tiên được nêu tên là FC Shakhtar Donetsk.
Lễ bốc thăm vòng 16 đội được thực hiện bởi khách mời danh dự Viktor Leonenko.
Có 58 đội tham dự Cúp bóng đá Ukraina mùa này.

### Phân phối
|                             |                             | Đội bóng tham gia vòng này                                                                                | Đội bóng vượt qua vòng trước        |
| --------------------------- | --------------------------- | --- | ----------------------------------- |
| Vòng loại thứ nhất (10 đội) | Vòng loại thứ nhất (10 đội) | - 9 đội từ Giải hạng nhì (xếp hạt giống thấp hơn) - 1 đội từ đội vô địch Cúp nghiệp dư (Karpaty Yaremche) |                                     |
| Vòng loại thứ hai (32 đội)  | Vòng loại thứ hai (32 đội)  | - 17 đội từ Giải hạng nhất - 10 đội từ Giải hạng nhì (xếp hạt giống cao hơn)                              | - 5 đội thắng từ vòng loại thứ nhất |
| Vòng đấu chính (32 đội)     | Vòng đấu chính (32 đội)     | - 16 đội từ Giải vô địch quốc gia                                                                         | - 16 đội thắng từ vòng loại thứ hai |

### Ngày thi đấu và bốc thăm
Tất cả các lễ bốc thăm đều diễn ra ở trụ sở FFU (Building of Football) ở Kiev.
| Giai đoạn      | Vòng đấu           | Ngày bốc thăm                                  | Ngày thi đấu                                   |
| -------------- | ------------------ | ---------------------------------------------- | ---------------------------------------------- |
| Vòng loại      | Vòng loại thứ nhất | 14 tháng 7 năm 2010                            | 27–28 tháng 7 năm 2010                         |
| Vòng loại      | Vòng loại thứ hai  | 14 tháng 7 năm 2010                            | 18 20 tháng Tám10                              |
| Vòng đấu chính | Vòng 32 đội        | 8 tháng 9 năm 2010                             | 21–22 tháng 9 năm 2010                         |
| Vòng đấu chính | Vòng 16 đội        | 1 tháng 10 năm 2010                            | 27 tháng 10 năm 2010                           |
| Vòng đấu chính | Tứ kết             | 28 tháng 10 năm 2010                           | 10 tháng 11 năm 2010                           |
| Vòng đấu chính | Bán kết            | 25 tháng 11 năm 2010                           | 11 tháng 5 năm 2011                            |
| Vòng đấu chính | Chung kết          | 25 tháng 5 năm 2011 at Yuvileiny Stadium, Sumy | 25 tháng 5 năm 2011 at Yuvileiny Stadium, Sumy |

## Lịch thi đấu

### Vòng loại thứ nhất
Vòng này có sự tham gia của 8 đội từ Druha Liha, đội vô địch Cúp bóng đá nghiệp dư Ukraina, và đội bóng mới được chấp nhận từ Nova Kakhovka theo 5 trận đấu. Các trận đấu dự định diễn ra vào ngày 28 tháng 7 năm 2010.
| Desna Chernihiv (2L)     | 1 – 2                  | (2L) Enerhiya Nova Kakhovka  |  |
| Ros Bila Tserkva (2L)    | w/o(1)                 | (2L) Hirnyk-Sport Komsomolsk |  |
| Karpaty Yaremche (AM)(2) | 3 – 0                  | (2L) Veres Rivne             |  |
| Skala Morshyn (2L)       | 3 – 2(3)               | (2L) FC Sumy                 |  |
| Hirnyk Kryvyi Rih (2L)   | 1 – 1 (s.h.p.), p. 6–7 | (2L) Olkom Melitopol         |  |

Ghi chú:
^(1)  Trận đấu không diễn ra vì khó khăn tài chính Ros Bila Tserkva 
^(2)  Vào vòng trong với tư cách đội vô địch Cúp nghiệp dư Ukraina 2009.
^(3)  Trận đấu diễn ra vào ngày 27 tháng 7 năm 2010

### Vòng loại thứ hai
Vòng này có sự tham gia của tất cả 17 đội từ Persha Liha (ngoại trừ Dynamo-2 Kyiv) và 10 đội xếp hạt giống cao hơn từ Druha Liha. Các đội này được bốc thăm với 5 đội thắng ở vòng loại thứ nhất. Các trận đấu dự định diễn ra vào ngày 18 20 tháng Tám10.
| Feniks-Illichivets Kalinine (1L)  | 4 – 3          | (1L) Zirka Kirovohrad         |  |
| Prykarpattia Ivano-Frankivsk (1L) | 1 – 0          | (1L) Enerhetyk Burshtyn       |  |
| Dnister Ovidiopol (1L)            | 0 – 4          | (1L) PFC Oleksandria          |  |
| Dynamo Khmelnytsky (2L)           | 0 – 1          | (1L) Chornomorets Odesa       |  |
| Helios Kharkiv (1L)               | 0 – 1          | (1L) Krymteplytsya Molodizhne |  |
| Naftovyk-Ukrnafta Okhtyrka (1L)   | 1 – 0          | (1L) FC Lviv                  |  |
| Olkom Melitopol (2L)              | 1 – 2          | (1L) Stal Alchevsk            |  |
| Bastion Illichivsk (2L)           | 0 – 1          | (2L) FC Poltava               |  |
| Zakarpattia Uzhhorod (1L)         | 2 – 3          | (1L) Tytan Armyansk           |  |
| Olimpik Donetsk (2L)              | 1 – 3          | (1L) Arsenal Bila Tserkva     |  |
| Stal Dniprodzerzhynsk (2L)        | 1 – 0          | (2L) Skala Morshyn            |  |
| Kremin Kremenchuk (2L)            | 3 – 0          | (2L) Nyva Ternopil            |  |
| Enerhiya Nova Kakhovka (2L)       | 0 – 1          | (2L) Yednist' Plysky          |  |
| Hirnyk-Sport Komsomolsk (2L)      | 2 – 1 (s.h.p.) | (1L) Bukovyna Chernivtsi      |  |
| Karpaty Yaremche (AM)             | 1 – 0          | (2L) MFK Mykolaiv             |  |
| Shakhtar Sverdlovsk (2L)          | 3 – 2          | (1L) Nyva Vinnytsia           |  |

### Cặp đấu
Các cặp đấu ở mỗi vòng không được biết từ đầu.
|  | Round 32 | Round 32                 | Round 32 |                       |    | Vòng Một6                   | Vòng Một6 | Vòng Một6 |  |  | Quarterfinals | Quarterfinals | Quarterfinals |  |  | Semifinals | Semifinals | Semifinals |  |  | Final | Final | Final |  |
|  |          |                          |          |                       |    |                             |           |           |  |  |               |               |               |  |  |            |            |            |  |  |       |       |       |  |
|  | 1L       | Stal Alchevsk            | 3        |                       |    |                             |           |           |  |  |               |               |               |  |  |            |            |            |  |  |       |       |       |  |
|  | 1L       | Stal Alchevsk            | 3        |                       |    |                             |           |           |  |  |               |               |               |  |  |            |            |            |  |  |       |       |       |  |
|  | 1L       | Arsenal Bila Tserkva     | 1        |                       |    |                             |           |           |  |  |               |               |               |  |  |            |            |            |  |  |       |       |       |  |
|  | 1L       | Arsenal Bila Tserkva     | 1        |                       | 1L | Stal Alchevsk               | 1         |           |  |  |               |               |               |  |  |            |            |            |  |  |       |       |       |  |
|  |          |                          |          |                       | 1L | Stal Alchevsk               | 1         |           |  |  |               |               |               |  |  |            |            |            |  |  |       |       |       |  |
|  |          |                          | PL       | Volyn Lutsk           | 0  |                             |           |           |  |  |               |               |               |  |  |            |            |            |  |  |       |       |       |  |
|  | AM       | Karpaty Yaremche         | PL       | Volyn Lutsk           | 0  | 4                           |           |           |  |  |               |               |               |  |  |            |            |            |  |  |       |       |       |  |
|  | AM       | Karpaty Yaremche         |          |                       |    |                             |           |           |  |  |               |               |               |  |  |            |            |            |  |  |       |       |       |  |
|  | PL       | Volyn Lutsk              | 5        |                       |    |                             |           |           |  |  |               |               |               |  |  |            |            |            |  |  |       |       |       |  |
|  | PL       | Volyn Lutsk              | 5        |                       | 1L | Stal Alchevsk               | 2         |           |  |  |               |               |               |  |  |            |            |            |  |  |       |       |       |  |
|  |          |                          |          |                       |    |                             |           |           |  |  |               |               |               |  |  |            |            |            |  |  |       |       |       |  |
|  |          |                          | PL       | Dynamo Kyiv           | 3  |                             |           |           |  |  |               |               |               |  |  |            |            |            |  |  |       |       |       |  |
|  | 1L       | Tytan Armyansk           | PL       | Dynamo Kyiv           | 3  | 0                           |           |           |  |  |               |               |               |  |  |            |            |            |  |  |       |       |       |  |
|  | 1L       | Tytan Armyansk           |          |                       |    |                             |           |           |  |  |               |               |               |  |  |            |            |            |  |  |       |       |       |  |
|  | PL       | PFC Sevastopol           | 3        |                       |    |                             |           |           |  |  |               |               |               |  |  |            |            |            |  |  |       |       |       |  |
|  | PL       | PFC Sevastopol           | 3        |                       | PL | PFC Sevastopol              | 1         |           |  |  |               |               |               |  |  |            |            |            |  |  |       |       |       |  |
|  |          |                          |          |                       | PL | PFC Sevastopol              | 1         |           |  |  |               |               |               |  |  |            |            |            |  |  |       |       |       |  |
|  |          |                          | PL       | Dynamo Kyiv           | 2  |                             |           |           |  |  |               |               |               |  |  |            |            |            |  |  |       |       |       |  |
|  | 1L       | Krymteplytsia Molodizhne | PL       | Dynamo Kyiv           | 2  | 0                           |           |           |  |  |               |               |               |  |  |            |            |            |  |  |       |       |       |  |
|  | 1L       | Krymteplytsia Molodizhne |          |                       |    |                             |           |           |  |  |               |               |               |  |  |            |            |            |  |  |       |       |       |  |
|  | PL       | Dynamo Kyiv              | 1        |                       |    |                             |           |           |  |  |               |               |               |  |  |            |            |            |  |  |       |       |       |  |
|  | PL       | Dynamo Kyiv              | 1        |                       | PL | Dynamo Kyiv                 | 2         |           |  |  |               |               |               |  |  |            |            |            |  |  |       |       |       |  |
|  |          |                          |          |                       |    |                             |           |           |  |  |               |               |               |  |  |            |            |            |  |  |       |       |       |  |
|  |          |                          | PL       | Arsenal Kyiv          | 0  |                             |           |           |  |  |               |               |               |  |  |            |            |            |  |  |       |       |       |  |
|  | 2L       | Hirnyk-Sport Komsomolsk  | PL       | Arsenal Kyiv          | 0  | 0                           |           |           |  |  |               |               |               |  |  |            |            |            |  |  |       |       |       |  |
|  | 2L       | Hirnyk-Sport Komsomolsk  |          |                       |    |                             |           |           |  |  |               |               |               |  |  |            |            |            |  |  |       |       |       |  |
|  | PL       | Karpaty Lviv             | 5        |                       |    |                             |           |           |  |  |               |               |               |  |  |            |            |            |  |  |       |       |       |  |
|  | PL       | Karpaty Lviv             | 5        |                       | PL | Karpaty Lviv                | 3         |           |  |  |               |               |               |  |  |            |            |            |  |  |       |       |       |  |
|  |          |                          |          |                       | PL | Karpaty Lviv                | 3         |           |  |  |               |               |               |  |  |            |            |            |  |  |       |       |       |  |
|  |          |                          | PL       | Vorskla Poltava       | 0  |                             |           |           |  |  |               |               |               |  |  |            |            |            |  |  |       |       |       |  |
|  | 1L       | Chornomorets Odesa       | PL       | Vorskla Poltava       | 0  | 1                           |           |           |  |  |               |               |               |  |  |            |            |            |  |  |       |       |       |  |
|  | 1L       | Chornomorets Odesa       |          |                       |    |                             |           |           |  |  |               |               |               |  |  |            |            |            |  |  |       |       |       |  |
|  | PL       | Vorskla Poltava          | 2*       |                       |    |                             |           |           |  |  |               |               |               |  |  |            |            |            |  |  |       |       |       |  |
|  | PL       | Vorskla Poltava          | 2*       |                       | PL | Karpaty Lviv                | 0         |           |  |  |               |               |               |  |  |            |            |            |  |  |       |       |       |  |
|  |          |                          |          |                       |    |                             |           |           |  |  |               |               |               |  |  |            |            |            |  |  |       |       |       |  |
|  |          |                          | PL       | Arsenal Kyiv          | 2  |                             |           |           |  |  |               |               |               |  |  |            |            |            |  |  |       |       |       |  |
|  | 1L       | PFC Oleksandria          | PL       | Arsenal Kyiv          | 2  | 0p                          |           |           |  |  |               |               |               |  |  |            |            |            |  |  |       |       |       |  |
|  | 1L       | PFC Oleksandria          |          |                       |    |                             |           |           |  |  |               |               |               |  |  |            |            |            |  |  |       |       |       |  |
|  | PL       | Metalurh Donetsk         | 0        |                       |    |                             |           |           |  |  |               |               |               |  |  |            |            |            |  |  |       |       |       |  |
|  | PL       | Metalurh Donetsk         | 0        |                       | 1L | PFC Oleksandria             | 1         |           |  |  |               |               |               |  |  |            |            |            |  |  |       |       |       |  |
|  |          |                          |          |                       | 1L | PFC Oleksandria             | 1         |           |  |  |               |               |               |  |  |            |            |            |  |  |       |       |       |  |
|  |          |                          | PL       | Arsenal Kyiv          | 2  |                             |           |           |  |  |               |               |               |  |  |            |            |            |  |  |       |       |       |  |
|  | PL       | Metalist Kharkiv         | PL       | Arsenal Kyiv          | 2  | 1                           |           |           |  |  |               |               |               |  |  |            |            |            |  |  |       |       |       |  |
|  | PL       | Metalist Kharkiv         |          |                       |    |                             |           |           |  |  |               |               |               |  |  |            |            |            |  |  |       |       |       |  |
|  | PL       | Arsenal Kyiv             | 2        |                       |    |                             |           |           |  |  |               |               |               |  |  |            |            |            |  |  |       |       |       |  |
|  | PL       | Arsenal Kyiv             | 2        |                       | PL | Dynamo Kyiv                 | 0         |           |  |  |               |               |               |  |  |            |            |            |  |  |       |       |       |  |
|  |          |                          |          |                       |    |                             |           |           |  |  |               |               |               |  |  |            |            |            |  |  |       |       |       |  |
|  |          |                          | PL       | Shakhtar Donetsk      | 2  |                             |           |           |  |  |               |               |               |  |  |            |            |            |  |  |       |       |       |  |
|  | 2L       | FC Poltava               | PL       | Shakhtar Donetsk      | 2  | 2*                          |           |           |  |  |               |               |               |  |  |            |            |            |  |  |       |       |       |  |
|  | 2L       | FC Poltava               |          |                       |    |                             |           |           |  |  |               |               |               |  |  |            |            |            |  |  |       |       |       |  |
|  | PL       | Obolon Kyiv              | 1        |                       |    |                             |           |           |  |  |               |               |               |  |  |            |            |            |  |  |       |       |       |  |
|  | PL       | Obolon Kyiv              | 1        |                       | 2L | FC Poltava                  | 0         |           |  |  |               |               |               |  |  |            |            |            |  |  |       |       |       |  |
|  |          |                          |          |                       | 2L | FC Poltava                  | 0         |           |  |  |               |               |               |  |  |            |            |            |  |  |       |       |       |  |
|  |          |                          | PL       | Shakhtar Donetsk      | 2  |                             |           |           |  |  |               |               |               |  |  |            |            |            |  |  |       |       |       |  |
|  | PL       | Shakhtar Donetsk         | PL       | Shakhtar Donetsk      | 2  | 6                           |           |           |  |  |               |               |               |  |  |            |            |            |  |  |       |       |       |  |
|  | PL       | Shakhtar Donetsk         |          |                       |    |                             |           |           |  |  |               |               |               |  |  |            |            |            |  |  |       |       |       |  |
|  | PL       | Kryvbas Kryvyi Rih       | 0        |                       |    |                             |           |           |  |  |               |               |               |  |  |            |            |            |  |  |       |       |       |  |
|  | PL       | Kryvbas Kryvyi Rih       | 0        |                       | PL | Shakhtar Donetsk            | 1         |           |  |  |               |               |               |  |  |            |            |            |  |  |       |       |       |  |
|  |          |                          |          |                       |    |                             |           |           |  |  |               |               |               |  |  |            |            |            |  |  |       |       |       |  |
|  |          |                          | PL       | Metalurh Zaporizhya   | 0  |                             |           |           |  |  |               |               |               |  |  |            |            |            |  |  |       |       |       |  |
|  | 2L       | Stal Dniprodzerzhynsk    | PL       | Metalurh Zaporizhya   | 0  | 1                           |           |           |  |  |               |               |               |  |  |            |            |            |  |  |       |       |       |  |
|  | 2L       | Stal Dniprodzerzhynsk    |          |                       |    |                             |           |           |  |  |               |               |               |  |  |            |            |            |  |  |       |       |       |  |
|  | 1L       | Feniks-Illich. Kalinine  | 1p       |                       |    |                             |           |           |  |  |               |               |               |  |  |            |            |            |  |  |       |       |       |  |
|  | 1L       | Feniks-Illich. Kalinine  | 1p       |                       | 1L | Feniks-Illichivets Kalinine | 1         |           |  |  |               |               |               |  |  |            |            |            |  |  |       |       |       |  |
|  |          |                          |          |                       | 1L | Feniks-Illichivets Kalinine | 1         |           |  |  |               |               |               |  |  |            |            |            |  |  |       |       |       |  |
|  |          |                          | PL       | Metalurh Zaporizhya   | 2  |                             |           |           |  |  |               |               |               |  |  |            |            |            |  |  |       |       |       |  |
|  | PL       | Metalurh Zaporizhya      | PL       | Metalurh Zaporizhya   | 2  | 1                           |           |           |  |  |               |               |               |  |  |            |            |            |  |  |       |       |       |  |
|  | PL       | Metalurh Zaporizhya      |          |                       |    |                             |           |           |  |  |               |               |               |  |  |            |            |            |  |  |       |       |       |  |
|  | PL       | Illichivets Mariupol     | 0        |                       |    |                             |           |           |  |  |               |               |               |  |  |            |            |            |  |  |       |       |       |  |
|  | PL       | Illichivets Mariupol     | 0        |                       | PL | Shakhtar Donetsk            | 2         |           |  |  |               |               |               |  |  |            |            |            |  |  |       |       |       |  |
|  |          |                          |          |                       |    |                             |           |           |  |  |               |               |               |  |  |            |            |            |  |  |       |       |       |  |
|  |          |                          | PL       | Dnipro Dnipropetrovsk | 1  |                             |           |           |  |  |               |               |               |  |  |            |            |            |  |  |       |       |       |  |
|  | 2L       | Yednist' Plysky          | PL       | Dnipro Dnipropetrovsk | 1  | 0                           |           |           |  |  |               |               |               |  |  |            |            |            |  |  |       |       |       |  |
|  | 2L       | Yednist' Plysky          |          |                       |    |                             |           |           |  |  |               |               |               |  |  |            |            |            |  |  |       |       |       |  |
|  | 1L       | Naftovyk-Ukrnafta        | 1        |                       |    |                             |           |           |  |  |               |               |               |  |  |            |            |            |  |  |       |       |       |  |
|  | 1L       | Naftovyk-Ukrnafta        | 1        |                       | 1L | Naftovyk-Ukrnafta           | 0         |           |  |  |               |               |               |  |  |            |            |            |  |  |       |       |       |  |
|  |          |                          |          |                       | 1L | Naftovyk-Ukrnafta           | 0         |           |  |  |               |               |               |  |  |            |            |            |  |  |       |       |       |  |
|  |          |                          | PL       | Zorya Luhansk         | 1  |                             |           |           |  |  |               |               |               |  |  |            |            |            |  |  |       |       |       |  |
|  | 1L       | Prykarpattya IF          | PL       | Zorya Luhansk         | 1  | 0                           |           |           |  |  |               |               |               |  |  |            |            |            |  |  |       |       |       |  |
|  | 1L       | Prykarpattya IF          |          |                       |    |                             |           |           |  |  |               |               |               |  |  |            |            |            |  |  |       |       |       |  |
|  | PL       | Zorya Luhansk            | 1        |                       |    |                             |           |           |  |  |               |               |               |  |  |            |            |            |  |  |       |       |       |  |
|  | PL       | Zorya Luhansk            | 1        |                       | PL | Zorya Luhansk               | 1         |           |  |  |               |               |               |  |  |            |            |            |  |  |       |       |       |  |
|  |          |                          |          |                       |    |                             |           |           |  |  |               |               |               |  |  |            |            |            |  |  |       |       |       |  |
|  |          |                          | PL       | Dnipro Dnipropetrovsk | 1p |                             |           |           |  |  |               |               |               |  |  |            |            |            |  |  |       |       |       |  |
|  | 2L       | Kremin Kremenchuk        | PL       | Dnipro Dnipropetrovsk | 1p | 1                           |           |           |  |  |               |               |               |  |  |            |            |            |  |  |       |       |       |  |
|  | 2L       | Kremin Kremenchuk        |          |                       |    |                             |           |           |  |  |               |               |               |  |  |            |            |            |  |  |       |       |       |  |
|  | 2L       | Shakhtar Sverdlovsk      | 0        |                       |    |                             |           |           |  |  |               |               |               |  |  |            |            |            |  |  |       |       |       |  |
|  | 2L       | Shakhtar Sverdlovsk      | 0        |                       | 2L | Kremin Kremenchuk           | 0         |           |  |  |               |               |               |  |  |            |            |            |  |  |       |       |       |  |
|  |          |                          |          |                       | 2L | Kremin Kremenchuk           | 0         |           |  |  |               |               |               |  |  |            |            |            |  |  |       |       |       |  |
|  |          |                          | PL       | Dnipro Dnipropetrovsk | 3  |                             |           |           |  |  |               |               |               |  |  |            |            |            |  |  |       |       |       |  |
|  | PL       | Dnipro Dnipropetrovsk    | PL       | Dnipro Dnipropetrovsk | 3  | 4                           |           |           |  |  |               |               |               |  |  |            |            |            |  |  |       |       |       |  |
|  | PL       | Dnipro Dnipropetrovsk    |          |                       |    |                             |           |           |  |  |               |               |               |  |  |            |            |            |  |  |       |       |       |  |
|  | PL       | Tavriya Simferopol       | 1        |                       |    |                             |           |           |  |  |               |               |               |  |  |            |            |            |  |  |       |       |       |  |

### Vòng 32 đội
Vòng này có sự tham gia của tất cả 16 đội từ Giải vô địch quốc gia. Các đội này được bốc thăm với 16 đội thắng ở vòng trước bao gồm 9 đội từ Giải hạng nhất, 6 đội từ Giải hạng nhì, và 1 đại diện từ Giải nghiệp dư.
Lễ bốc thăm diễn ra vào ngày 8 tháng 9 năm 2010.
| Karpaty Yaremche (AM)                   | 4 – 5    | (PL) Volyn Lutsk                      |
| --------------------------------------- | -------- | ------------------------------------- |
| A. Oliynyk 19', 23', 84' · Kavinsky 33' | Chi tiết | Maicon 47', 52', 78' · Skoba 62', 76' |

| FC Kremin Kremenchuk (2L) | 1 – 0    | (2L) Shakhtar Sverdlovsk |
| ------------------------- | -------- | ------------------------ |
| Stepanchuk 46'            | Chi tiết |                          |

| FC Poltava (2L)                           | 2 – 1 (s.h.p.) | (PL) Obolon Kyiv |
| ----------------------------------------- | -------------- | ---------------- |
| tháng Baenko 52' · Kharchenko 93' (ph.đ.) | Chi tiết       | Kotenko 82'      |

| Tytan Armyansk (1L) | 0 – 3    | (PL) PFC Sevastopol                            |
| ------------------- | -------- | ---------------------------------------------- |
|                     | Chi tiết | Neno 16' · Zhabokrytskyy 24' · Pleshakov 90+3' |

| Yednist Plysky (2L) | 0 – 1    | (1L) Naftovyk-Ukrnafta Okhtyrka |
| ------------------- | -------- | ------------------------------- |
|                     | Chi tiết | Viter 73'                       |

| Hirnyk-Sport Komsomolsk (2L) | 0 – 5    | (PL) Karpaty Lviv                                       |
| ---------------------------- | -------- | ------------------------------------------------------- |
|                              | Chi tiết | Habovda 11', 67', 90+1' · H. Baranets 40' · Checher 56' |

| Stal Alchevsk (1L)                 | 3 – 1    | (1L) Arsenal Bila Tserkva |
| ---------------------------------- | -------- | ------------------------- |
| Shevchenko 31', 90' · Odyntsov 56' | Chi tiết | Hordienko 37'             |

| Stal Dniprodzerzhynsk (2L) | 1 – 1 (s.h.p.) pen. 5 – 6 | (1L) Feniks-Illichivets Kalinine |
| -------------------------- | ------------------------- | -------------------------------- |
| Skarlosh 22'               | Chi tiết                  | Shybko 52'                       |

| Prykarpattya Ivano-Frankivsk (1L) | 0 – 1    | (PL) Zorya Luhansk |
| --------------------------------- | -------- | ------------------ |
|                                   | Chi tiết | Semenenko 37'      |

| Dnipro Dnipropetrovsk (PL)                                  | 4 – 1    | (PL) Tavriya Simferopol |
| ----------------------------------------------------------- | -------- | ----------------------- |
| Seleznyov 25' · Homenyuk 33' · Kravchenko 47' · Hladkyy 88' | Chi tiết | Idahor 72' (ph.đ.)      |

| Krymteplytsia Molodizhne (1L) | 0 – 1    | (PL) Dynamo Kyiv |
| ----------------------------- | -------- | ---------------- |
|                               | Chi tiết | Yussuf 90'       |

| Chornomorets Odessa (1L) | 1 – 2 (s.h.p.) | (PL) Vorskla Poltava      |
| ------------------------ | -------------- | ------------------------- |
| Didenko 4'               | Chi tiết       | Bezus 73' · Chesnakov 97' |

| Metalurh Zaporizhya (PL) | 1 – 0    | (PL) Illichivets Mariupol |
| ------------------------ | -------- | ------------------------- |
| Tatanashvilli 60'        | Chi tiết |                           |

| PFC Oleksandria (1L) | 0 – 0 (s.h.p.) p. 5–3 | (PL) Metalurh Donetsk |
| -------------------- | --------------------- | --------------------- |
|                      | Chi tiết              |                       |

| Shakhtar Donetsk (PL)                                                  | 6 – 0    | (PL) Kryvbas Kryvyi Rih |
| ---------------------------------------------------------------------- | -------- | ----------------------- |
| Moreno 12' · Mkhitaryan 35' · Luiz Adriano 65', 67', 89' · Eduardo 84' | Chi tiết |                         |

| Metalist Kharkiv (PL) | 1 – 2    | (PL) Arsenal Kyiv           |
| --------------------- | -------- | --------------------------- |
| Shelayev 25'          | Chi tiết | Samodin 62' · Matyukhin 76' |

Ghi chú:

### Vòng 16 đội
Vòng này có sự tham gia của các đội thắng ở vòng trước. Giải vô địch quốc gia có 10 đội, Giải hạng nhất - 4, và Giải hạng nhì - 2. Lễ bốc thăm diễn ra vào ngày 1 tháng 10 năm 2010.
| FC Poltava (2L) | 0 – 2    | (PL) Shakhtar Donetsk    |
| --------------- | -------- | ------------------------ |
|                 | Chi tiết | Moreno 67' · Willian 72' |

| Kremin Kremenchuk (2L) | 0 – 3    | (PL) Dnipro Dnipropetrovsk                         |
| ---------------------- | -------- | -------------------------------------------------- |
|                        | Chi tiết | Kalynychenko 28' · O. Ferreyra 52' · Shakhov 90+4' |

| Feniks-Illichivets Kalinine(4) (1L) | 1 – 2    | (PL) Metalurh Zaporizhya      |
| ----------------------------------- | -------- | ----------------------------- |
| Riabtsev 43'                        | Chi tiết | Pisotskyi 32' · Sydorchuk 78' |

| Stal Alchevsk (1L) | 1 – 0    | (PL) Volyn Lutsk |
| ------------------ | -------- | ---------------- |
| Odyntsov 15'       | Chi tiết |                  |

| PFC Oleksandria (1L) | 1 – 2    | (PL) Arsenal Kyiv                       |
| -------------------- | -------- | --------------------------------------- |
| Hrytsuk 33'          | Chi tiết | Cherednychenko 13' (l.n.) · Samodin 63' |

| Naftovyk-Ukrnafta Okhtyrka (1L) | 0 – 1    | (PL) Zorya Luhansk |
| ------------------------------- | -------- | ------------------ |
|                                 | Chi tiết | Fomin 74'          |

| PFC Sevastopol (PL) | 1 – 2    | (PL) Dynamo Kyiv                                       |
| ------------------- | -------- | ------------------------------------------------------ |
| Pleshakov 37'       | Chi tiết | Hololobov 45+1' (l.n.) · Zozulya 69' · Ghioane 84' 87' |

| Karpaty Lviv (PL)               | 3 – 0    | (PL) Vorskla Poltava |
| ------------------------------- | -------- | -------------------- |
| Kuznetsov 54', 73' · Guruli 68' | Chi tiết |                      |

Ghi chú:
^(4)  Ban đầu ban quản lý Feniks-Illichivets Kalinine thông báo với đối thủ của họ tự bỏ cuộc khỏi các giải đấu. Tuy nhiên, bốn ngày sau, câu lạc bộ thông báo với PFL rằng tình hình tài chính của câu lạc bộ đã ổn định và có thể thi đấu.

### Tứ kết
Vòng này có sự tham gia của các đội thắng ở vòng trước. Giải vô địch quốc gia có 7 đội tham gia và Giải hạng nhất có 1 đội. Lễ bốc thăm diễn ra vào 28 ngày tháng 10 năm 2010.
| Zorya Luhansk (PL) | 1 – 1 (s.h.p.) pen. 4 – 5 | (PL) Dnipro Dnipropetrovsk         |
| ------------------ | ------------------------- | ---------------------------------- |
| Polyanskiy 36'     | Chi tiết                  | Cheberyachko 45' 71' · Hladkyy 75' |

| Stal Alchevsk (1L)               | 2 – 3    | (PL) Dynamo Kyiv                                         |
| -------------------------------- | -------- | -------------------------------------------------------- |
| Shevchenko 44' · Loktionov 90+2' | Chi tiết | Milevskiy 49', 61' · Odyntsov 55' (l.n.) · Popov 25' 67' |

| Karpaty Lviv (PL) | 0 – 2    | (PL) Arsenal Kyiv      |
| ----------------- | -------- | ---------------------- |
|                   | Chi tiết | Samodin 8' · Gusev 82' |

| Shakhtar Donetsk (PL) | 1 – 0    | (PL) Metalurh Zaporizhya |
| --------------------- | -------- | ------------------------ |
| Teikeu 14' (l.n.)     | Chi tiết |                          |

### Bán kết
Vòng này có sự tham gia của các đội thắng ở vòng trước. Lễ bốc thăm diễn ra vào ngày 25 tháng 11 năm 2010.
| Shakhtar Donetsk (PL)      | 2 – 1    | (PL) Dnipro Dnipropetrovsk               |
| -------------------------- | -------- | ---------------------------------------- |
| Willian 15' · Teixeira 25' | Chi tiết | Hübschman 63' (l.n.) · Seleznyov 22' 84' |

| Dynamo Kyiv (PL)                | 2 – 0    | (PL) Arsenal Kyiv |
| ------------------------------- | -------- | ----------------- |
| Yarmolenko 10' · Shevchenko 51' | Chi tiết |                   |

### Chung kết
| Dynamo Kyiv   | 0 – 2    | Shakhtar Donetsk                        |
| ------------- | -------- | --------------------------------------- |
| Betão 73' 86' | Chi tiết | Eduardo 64', 70' 77' · Luiz Adriano 87' |

## Danh sách ghi bàn nhiều nhất
| Cầu thủ               | Số bàn thắng | Đội bóng          |
| --------------------- | ------------ | ----------------- |
| Andriy Oliynyk        | 5            | Karpaty Yaremche  |
| Luiz Adriano          | 4            | Shakhtar Donetsk  |
| Sergei Samodin        | 3            | Arsenal Kyiv      |
| Yuriy Habovda         | 3            | Karpaty Lviv      |
| Maicon                | 3            | Volyn Lutsk       |
| Serhiy Stepanchuk     | 3            | Kremin Kremenchuk |
| Vyacheslav Shevchenko | 3            | Stal Alchevsk     |